# Музиченко Степан Михайлович
Степан Михайлович Музиченко (народився 1 січня 1935 в селі Макіївка Носівського району — помер 11 березня 1993) — композитор, письменник, художник, журналіст, мистецтвознавець. Член Спілки художників України. Автор книги «Подих землі» (1964). Вийшла книжка «Зібрання творів С. М. Музиченка та спогадів про нього» (1996).

## Життєпис
Походив з багатодітної селянської, трудової родини.
Навчався в Макіївський середній школі до 7 класу. З 8 по 10 клас навчався в Літківський середній школі.
1933 року закінчив агромічний технікум та став працювати за направленням у Макіївці. 1934 року одружився з Феодосією Дмитрівною.
З 1950 року — студент географічного факультету Київського державного університету імені Тараса Шевченка.
1953 року був виключений з університету за націоналізм. Пізніше був поновлення і отримав диплом в 1956 році. Працював у Макіївці в школі учителем географії, співів, малювання. Організував художню студію де навчався нині відомий художник Микола Стратілат.
Знову був звільнений за активний націоналізм.
За конкурсом був прийнятий У квітні 1958 на роботу в науково-популярний журнал «Народна творчість та етнографія». З 1973 року і до останніх своїх дніве працював відповідальним секретарем журналу.
1962 року був на семінарі молодих письменників в Одесі разом з Борисом Олійником, Євгеном Товстухою.
1964 року вийшла друком книжка Степана Музиченка «Подих землі» де вміщено оповідання про художників.
З 1980 — член Спілки журналістів України.
З 1983 року - член Спілки художників колишнього СРСР як мистецтвознавець.
З 1969 по 1972 рік навчався в аспірантурі Інституту мистецтвознавства, фольклору й етнографії імені Максима Рильського АН УРСР, у відділі етнографії.
Помер 11 березня 1993 року.